# Consiglio Superiore della Magistratura
Il Consiglio Superiore della Magistratura (in sigla CSM) è un organo di rilievo costituzionale dell'ordinamento politico italiano, di governo autonomo della magistratura italiana ordinaria.

## Storia
Venne istituito all'art. 4 della legge 14 luglio 1907, n. 511, presso il Ministero della giustizia, sostanzialmente come organo consultivo, e amministrativo per le nomine di alcune cariche entro la magistratura. Pochi mesi dopo, durante il governo Giolitti III venne emanato il regio decreto 10 ottobre 1907, n. 689 che definìva e inquadrava il nuovo organo, anche se ovviamente, agendo la magistratura in nome del Re, i suoi componenti si configuravano come dipendenti del governo.
Le sue funzioni rimasero grosso modo invariate fino alla Costituzione Repubblicana, che ne trasformava radicalmente i poteri da organo consultivo-amministrativo presso un ministero, ad organo di governo autonomo della Magistratura, la successiva legge 24 marzo 1958, n. 195 dettó poi nuove disposizioni in materia di organizzazione e funzionamento. 
Il C.S.M. si è insediato ufficialmente il 18 luglio 1959 e ha tenuto la sua prima riunione, presso il palazzo del Quirinale, dove è restato sino al 1962, quando fu trasferito presso l'attuale sede di Palazzo dei Marescialli, in piazza dell'Indipendenza 6.
Le prime donne a diventare componenti del Consiglio Superiore della Magistratura furono nel 1981 la professoressa Ombretta Fumagalli Carulli e la professoressa Cecilia Assanti, entrambe elette dal Parlamento. Soltanto nel 1986 fu eletta dagli stessi magistrati Elena Paciotti.
Come è stato osservato da una analisi sociologica, ancora oggi, dopo più di cinquantanni dall'ingresso in magistratura delle donne, la componente femminile all'interno dell'organo di autogoverno della magistratura non ha ancora acquisito un ruolo numericamente rilevante.

## Descrizione
Il CSM è organo di governo autonomo con lo scopo di garantire l'autonomia e l'indipendenza della magistratura dagli altri poteri dello Stato, in particolare da quello esecutivo, secondo il principio di separazione dei poteri proprio dello Stato di diritto e inverato nella Costituzione della Repubblica Italiana. In particolare è un organo di rilievo costituzionale, e si fa riferimento ad esso nella Costituzione italiana agli articoli da 104 a 107.
La dottrina per anni si è divisa sulla natura di organo costituzionale oppure meramente di rilievo costituzionale del Consiglio Superiore della Magistratura, sino a quando la Corte costituzionale (Corte cost. 2-3 giugno 1983, n. 148) si è pronunciata al riguardo attribuendole la seconda natura; ma, soprattutto, è stata problematica l'individuazione delle specifiche funzioni del Consiglio. Infatti, l'esercizio di alcuni poteri e funzioni da parte del Consiglio, non esplicitamente menzionati nella Costituzione, ha più volte causato tensioni con settori del mondo politico. È questo il caso di quelle che un’autorevole dottrina definisce funzioni di rappresentanza del potere giudiziario nei rapporti con gli altri poteri, come, ad esempio, fare proposte al ministro sulle materie di sua competenza, dare pareri sui disegni di legge in qualsiasi modo attinenti all'organizzazione della giustizia (si veda l'articolo 10 della legge 24 marzo 1958 n. 195) e, più in generale, il potere di pronunciarsi manifestando la propria opinione su qualsiasi vicenda possa interessare il funzionamento della giustizia.

### Composizione
La disciplina sulla composizione è regolata dalla legge 24 marzo 1958, n. 195, e più volte modificata nel corso del tempo. 
Attualmente è composto da 33 membri e presieduto dal Presidente della Repubblica che vi partecipa di diritto. Altri membri di diritto sono il primo presidente e il procuratore generale della Corte suprema di cassazione. Gli altri 30 componenti sono eletti per i 2/3 da tutti i magistrati ordinari tra gli appartenenti a tutte le componenti della magistratura (membri togati, 20) e per 1/3 dal Parlamento riunito in seduta comune tra i professori universitari in materie giuridiche e avvocati che esercitano la professione da almeno quindici anni (membri laici, 10). 
La presenza dei membri laici nel CSM è motivo di garanzia; la stessa ragione ha spinto ad attribuire la presidenza del collegio al capo dello Stato, anche se bisogna aggiungere che tale presidenza ha prevalente carattere formale e simbolico, visto che il CSM elegge, tra i membri laici, un vicepresidente che svolge concretamente tutti i compiti connessi alla presidenza del collegio. La Costituzione non stabilisce direttamente quanti debbano essere i componenti del CSM, ma si limita a stabilirne la composizione percentuale.
La carica di consigliere è incompatibile con quella di parlamentare o di consigliere regionale. Il Consiglio elegge il vicepresidente tra i membri eletti dal Parlamento. I membri elettivi del Consiglio durano in carica quattro anni e non sono immediatamente rieleggibili. Spetta, dunque, alla legge ordinaria determinare quanti sono i componenti e come sono eletti.

### Competenze e funzioni
All'art. 110, la Costituzione assegna al ministro della giustizia il compito di curare l'organizzazione e il funzionamento dei servizi relativi alla giustizia, ferme restando le competenze del CSM; l'art. 101, comma 2, inoltre, garantisce la piena autonomia e indipendenza dei giudici da ogni altro potere dichiarando che essi sono soggetti soltanto alla legge. Il Consiglio superiore della magistratura è l'organo che assicura l'autonomia dell'ordine giudiziario, e quello a cui compete il governo autonomo dei magistrati ordinari, civili e penali.
Ad esso spettano, infatti, le competenze in materia di assunzioni, assegnazioni e trasferimenti, promozioni e provvedimenti disciplinari nei riguardi dei magistrati ordinari (i magistrati amministrativi, contabili e militari hanno propri organi di governo).
Le funzioni di governo autonomo del Consiglio superiore della magistratura quindi in materia di stato giuridico dei magistrati, riguardano:
- assunzione (sempre tramite concorso pubblico);
- assegnazione ad un incarico;
- promozione;
- valutazioni di professionalità;
- trasferimento;
- attribuzione di sussidi ai magistrati e alle loro famiglie;
- procedimento disciplinare dei magistrati ordinari ed onorari;
- nomina dei magistrati di Cassazione;
- nomina e revoca dei magistrati onorari.

Al Consiglio superiore della magistratura spetta anche, su proposta del ministro di Grazia e Giustizia, il compito di individuare l'elenco delle sedi disagiate per le quali provvederà a deliberare il trasferimento dei magistrati in quelle sedi. Per trasferimento e destinazione d'ufficio si intende il cambiamento della sede di servizio che non sia stata chiesta dal magistrato, anche se quest'ultimo ha manifestato il consenso o la disponibilità, e che determini lo spostamento nelle sedi disagiate. Il trasferimento deve comportare il cambiamento di Regione ed una distanza superiore a centocinquanta chilometri dal posto in cui l'uditore giudiziario abbia svolto il tirocinio o il magistrato abbia prestato servizio. Per poter procedere al trasferimento devono ricorrere almeno due di questi requisiti: vacanze superiori al 50% dell'organico, elevato numero di affari penali soprattutto relativi alla criminalità organizzata ed elevato numero di affari civili in rapporto alla consistenza del distretto e alla consistenza degli organici.
Contro tali provvedimenti è ammesso il ricorso al TAR Lazio ed in secondo grado al Consiglio di Stato. Fa eccezione l'assegnazione di sanzioni disciplinari da parte della Sezione disciplinare del CSM. In questo caso il procedimento ha natura giurisdizionale, è strutturato come un processo regolato dalle norme del codice di procedura penale ed è definito con una sentenza avverso la quale è possibile proporre ricorso alle Sezioni Unite della Corte di Cassazione.

## Organizzazione e funzionamento
È un organo collegiale, ripartito in varie Commissioni, formate dai Consiglieri togati e laici. Le Commissioni hanno un potere di proposta nei confronti dell'Assemblea Plenaria (cd. Plenum) di cui fanno parte tutti i consiglieri eletti ed i membri di diritto.
Ogni Commissione può formulare una o più proposte al Plenum cui compete l'approvazione definitiva. In seguito alla Riforma regolamentare del 2016, le Commissioni sono dieci, cui va aggiunta la Sezione disciplinare per i magistrati ordinari.
Vi sono infine gli organi tecnici, ovvero la "Segreteria generale" e l'"Ufficio studi".

### Il vicepresidente
Il vicepresidente del CSM svolge concretamente tutti i compiti connessi alla presidenza del collegio ed esercita le funzioni che il Presidente della Repubblica gli delega, nonché quelle previste dalla legge e dal regolamento interno. Presiede poi il Comitato di Presidenza e l'Adunanza plenaria ed è eletto tra i membri laici designati dal Parlamento in seduta comune.

### Le Commissioni
Il CSM è diviso in dieci commissioni:
- I commissione - Commissione per le incompatibilità
- II commissione - Commissione per il Regolamento Interno del Consiglio
- III commissione - Commissione per l'accesso in magistratura e per la mobilità
- IV commissione - Commissione per le valutazioni della professionalità
- V commissione - Commissione per il conferimento degli incarichi direttivi e semidirettivi
- VI commissione - Commissione dell’ordinamento giudiziario e per i problemi posti all'amministrazione della giustizia in materia di corruzione e contrasto alle organizzazioni mafiose e terroristiche
- VII commissione - Commissione per l'organizzazione degli uffici giudiziari
- VIII commissione - Commissione per la magistratura onoraria
- IX commissione - Commissione dei rapporti istituzionali nazionali e internazionali; attività di formazione; esecuzione penale
- Bilancio commissione - Commissione per il bilancio del Consiglio ed il regolamento di amministrazione e contabilità

### I Consigli Giudiziari
A livello territoriale, è coadiuvato dai Consigli Giudiziari con sede in ogni capoluogo di distretto di Corte d'appello. Sono presieduti dai Presidenti di Corte di appello e sono composti da magistrati e da "membri laici" - questi ultimi in numero variabile a seconda del numero dei primi in servizio presso ciascuna sede - e durano in carica per quattro anni. Essi sono:
- professori universitari docenti di materie giuridiche (nominati dal Consiglio universitario nazionale su indicazione della facoltà universitaria di giurisprudenza del territorio di competenza);
- avvocati (nominati dal Consiglio Nazionale Forense su indicazione del Consiglio dell'ordine degli avvocati del distretto)

Tali organi hanno funzioni consultive, sono dotati di autonomia circa la regolamentazione sull'organizzazione e funzionamento interno, ed esprimono pareri motivati sulle materie previste dalla legge, vigilando inoltre sul corretto funzionamento degli uffici giudiziari distrettuali, segnalando eventuali criticità al CSM ed al Ministro.

## Il rapporto con la politica
Più volte si sono generate forti tensioni in occasione di interventi del Consiglio a tutela dell'indipendenza e dell'autonomia della magistratura di fronte ad attacchi provenienti dall'esterno, specialmente dal mondo politico; è anche questo il caso dell'adozione di atti normativi (o paranormativi) da parte del Consiglio. Nel campo politico si è assistito, invece, a tentativi di circoscrivere questa attività consiliare di produzione normativa: a questo tendeva il progetto di legge costituzionale adottato dalla Commissione parlamentare per le riforme costituzionali (Commissione D'Alema della XIII legislatura, mai approvato), che peraltro prevedeva che il Consiglio superiore della magistratura ordinaria fosse composto di una sezione per i giudici e di una sezione per i pubblici ministeri.
Il Consiglio superiore della magistratura non è titolare di funzioni di indirizzo politico e quindi non svolge alcun ruolo politico, propriamente inteso. Ed invero, il CSM non fissa e non persegue obiettivi politici, ma è titolare, per Costituzione, della funzione di governare l'ordine giudiziario, di cui tutela l'autonomia e l'indipendenza. Tuttavia, il CSM è stato accusato da alcuni esponenti politici di esercitare un ruolo che la Costituzione non gli assegnerebbe, estendendo i propri poteri fino a farli entrare in conflitto con quelli di Parlamento e Governo.
La critica si indirizza soprattutto su due tipologie di atti del CSM:
- le cosiddette pratiche a tutela con cui il CSM interviene per difendere taluni magistrati sottoposti a critiche, considerate ingiuste, per la loro attività giudiziaria.
- i pareri, formulati anche senza richiesta, relativi a progetti di legge al vaglio delle assemblee legislative. Soprattutto quando questi esprimono valutazioni di sostanziale bocciatura dell'attività legislativa, suscitando le vive reazioni del governo e dei parlamentari. In particolare si sostiene che tale attività sarebbe contraria alle previsioni della Costituzione e costituirebbe prova della volontà del CSM di imporsi come una terza camera.

Riguardo alle cosiddette pratiche a tutela, presenti nell'ordinamento italiano, se ogni cittadino è titolare del diritto di manifestare liberamente il proprio pensiero e, quindi, anche di sottoporre a critica i provvedimenti giudiziari, non è tuttavia ammissibile che tale critica trasmodi nella delegittimazione del singolo magistrato che ha emesso il provvedimento. In tale contesto, pertanto, pienamente legittimo, oltre che opportuno, appare l'intervento dell'organo di autogoverno che, al di là della pur doverosa tutela dell'onorabilità del singolo magistrato oggetto della censura, tende a riaffermare il principio costituzionale dell'autonomia e dell'indipendenza della Magistratura nel suo insieme. Al riguardo, inoltre, va detto che il regolamento interno del CSM, che porta la firma del Presidente della Repubblica, prevede esplicitamente le pratiche a tutela.
Quanto poi alla critica concernente la facoltà per il CSM di esprimere pareri in ordine all'attività legislativa del Parlamento, bisogna notare che la legge 24 marzo 1958, n. 195 prevede espressamente che il Consiglio dà pareri al Ministro, sui disegni di legge concernenti l'ordinamento giudiziario, l'amministrazione della giustizia e su ogni altro oggetto comunque attinente alle predette materie. E del resto, si tratterebbe di un'attività doverosa del CSM, il quale, secondo detta tesi, è tenuto ad esprimere il parere al ministro della giustizia perché questi, qualora lo ritenga, ne tenga conto nella sua interlocuzione con il Parlamento. Le critiche all'uso della prassi dei "pareri" come strumento di autodifesa, sostengono che in tal modo si formerebbe un organismo senza nessun controllo da parte del Parlamento. La legge del 1958 prevede la facoltà del ministro della Giustizia di formulare richieste e osservazioni sulle materie di competenza propria del Consiglio superiore della magistratura; egli può partecipare alle sedute del Consiglio quando ne è richiesto dal Presidente o quando lo ritiene opportuno per fare comunicazioni o dare chiarimenti. Inoltre il ministro ha facoltà di chiedere ai capi delle Corti informazioni circa il funzionamento della giustizia ed esprime il concerto sulla nomina dei capi degli uffici giudiziari. Se il ministro della Giustizia ha la facoltà di promuovere l'azione disciplinare, compete però al Consiglio superiore della magistratura pronunciarsi sulle azioni promosse dal ministro.
La riforma Castelli del 2006 intendeva tra l'altro disciplinare puntualmente gli illeciti disciplinari, oltre a realizzare un decentramento delle funzioni del CSM nei confronti dei consigli giudiziari, per consentire un più proficuo rapporto tra organi di autogoverno e singoli uffici, in particolare nell'ambito dell'organizzazione tabellare. I consigli giudiziari ed il Consiglio superiore della magistratura già ora esercitano un controllo sulle modalità di distribuzione del lavoro fra i magistrati componenti di un medesimo ufficio e sulle modalità di organizzazione del lavoro all'interno dei diversi uffici giudiziari, sanzionando eventualmente scelte di privilegio o di favore; per questa via è anche possibile impedire che l'assegnazione della trattazione di un singolo affare giudiziario o di un determinato procedimento avvenga in maniera arbitraria a singoli magistrati.
Dal 1993, il Consiglio superiore della magistratura proibisce ai magistrati l'appartenenza alla massoneria.

## Membri in carica
Ai 30 consiglieri elettivi, 10 laici e 20 togati (2 in rappresentanza della Cassazione, 5 delle procure e 13 per la magistratura giudicante) vanno aggiunti i tre membri di diritto: il Capo dello Stato (Presidente di diritto del CSM), il primo presidente e il procuratore generale della Corte di cassazione.
Membri di diritto
- Sergio Mattarella, Presidente della Repubblica
- Margherita Cassano, Prima Presidente della Corte Suprema di Cassazione (MI)
- Luigi Salvato, Procuratore Generale presso la Corte Suprema di Cassazione (Unicost)

Nelle seduta del 17 e 19 gennaio 2023 sono stati eletti i dieci membri cosiddetti laici dal Parlamento in seduta comune.
Componenti laici

- Isabella Bertolini (FdI)
- Daniela Bianchini (FdI)
- Rosanna Natoli (FdI)
- Felice Giuffrè (FdI)
- Fabio Pinelli (LSP)
- Claudia Eccher (LSP)
- Enrico Aimi (FI)
- Roberto Romboli (PD)
- Michele Papa (M5S)
- Ernesto Carbone (A-IV-RE)

Nella giornata del 18 e 19 settembre 2022 i magistrati ordinari hanno provveduto ad eleggere i membri di loro spettanza.
Componenti togati
- per la giurisdizione di legittimità:
  - Paola d'Ovidio (MI)
  - Antonello Cosentino (Area)
- per il pubblico ministero: 
  - Eligio Paolini (MI)
  - Roberto Fontana (iscritto ad Area, eletto come indipendente)
  - Dario Scaletta (MI)
  - Marco Bisogni (Unicost)
  - Maurizio Carbone (Area)
- per le giurisdizioni di merito: 
  - Andrea Mirenda (indipendente)
  - Marcello Basilico (Area)
  - Maria Vittoria Marchianò (MI)
  - Genantonio Chiarelli (Area)
  - Bernadette Nicotra (MI)
  - Tullio Morello (Area)
  - Maria Luisa Mazzola (MI)
  - Edoardo Cilenti (MI)
  - Domenica Miele (MD)
  - Michele Forziati (Unicost)
  - Mariafrancesca Abenavoli (Area)
  - Roberto D'Auria (Unicost)
  - Antonino Laganà (Unicost)

## Cronotassi dei vicepresidenti
| Vicepresidente          | Dal               | Al                | Presidente           |
| ----------------------- | ----------------- | ----------------- | -------------------- |
| Michele De Pietro       | 1959              | 1963              | Giovanni Gronchi     |
| Michele De Pietro       | 1959              | 1963              | Antonio Segni        |
| Ercole Rocchetti        | 1963              | 1967              |                      |
| Ercole Rocchetti        | 1963              | 1967              | Giuseppe Saragat     |
| Adolfo Salminci         | 1967              | 1968              |                      |
| Alfredo Amatucci        | 1968              | 1972              |                      |
| Alfredo Amatucci        | 1968              | 1972              | Giovanni Leone       |
| Giacinto Bosco          | 1972              | 1976              |                      |
| Vittorio Bachelet       | 21 dicembre 1976  | 12 febbraio 1980  |                      |
| Vittorio Bachelet       | 21 dicembre 1976  | 12 febbraio 1980  | Sandro Pertini       |
| Ugo Zilletti            | 1980              | 1981              |                      |
| Giovanni Conso          | 28 aprile 1981    | 23 luglio 1981    |                      |
| Giancarlo De Carolis    | 1981              | 1986              |                      |
| Giancarlo De Carolis    | 1981              | 1986              | Francesco Cossiga    |
| Cesare Mirabelli        | 6 marzo 1986      | 24 luglio 1990    |                      |
| Giovanni Galloni        | 1990              | 1994              |                      |
| Giovanni Galloni        | 1990              | 1994              | Oscar Luigi Scalfaro |
| Piero Alberto Capotosti | 1994              | 1996              |                      |
| Carlo Federico Grosso   | 1996              | 1998              |                      |
| Giovanni Verde          | 1998              | 2 agosto 2002     |                      |
| Giovanni Verde          | 1998              | 2 agosto 2002     | Carlo Azeglio Ciampi |
| Virginio Rognoni        | 2 agosto 2002     | 1º agosto 2006    |                      |
| Virginio Rognoni        | 2 agosto 2002     | 1º agosto 2006    | Giorgio Napolitano   |
| Nicola Mancino          | 1º agosto 2006    | 2 agosto 2010     |                      |
| Michele Vietti          | 2 agosto 2010     | 30 settembre 2014 |                      |
| Giovanni Legnini        | 30 settembre 2014 | 27 settembre 2018 |                      |
| Giovanni Legnini        | 30 settembre 2014 | 27 settembre 2018 | Sergio Mattarella    |
| David Ermini            | 27 settembre 2018 | 21 gennaio 2023   |                      |
| Fabio Pinelli           | 25 gennaio 2023   | in carica         |                      |

## Riferimenti normativi
- Legge 24 marzo 1958, n. 195 - Norme sulla costituzione e sul funzionamento del Consiglio superiore della Magistratura
- Decreto 6 aprile 2022 - Modifiche al regolamento interno del Consiglio superiore della magistratura.